# Bank of Nova Scotia
«Банк Нової Шотландії» (англ. Bank of Nova Scotia, фр. Banque de la Nouvelle-Écosse) — третій із найбільших операторів ринку роздрібних банківських послуг у Канаді. Працює під брендом Scotiabank.
Національна мережа банківського обслуговування Bank of Nova Scotia включає близько 1 009 філій і відділень по всій території Канади.  У 2009 році банк обслуговував 12,5 млн рахунків фізичних осіб, обсяг залучених банком коштів громадян досяг 526,7 млрд. $ CAD. Діє під Установним Номерам  «№ 002».   
«Банк Нової Шотландії» складається з 4 головних підрозділів:
- «Банківська мережа у Канаді» англ. Canadian Banking — надає повсякденні банківські послуги для фізичних та юридичних осіб у Канаді.
- «Скоша-Капітал Інк.»  англ. Scotia Capital Inc. — відділ менеджменту капіталу та послуг фінансового злиття та поглинання; включає «Скоша-Капітал»,   «Скоша-Мокатта» (англ. ScotiaMocatta)  і «Скоша-Вотерос» (англ. Scotia Waterous).
- «Скоша-МакЛауд» (англ. ScotiaMcLeod) - інвестиційні банківські послуги на фондових ринках.
- «Міжнародні Банківські Послуги» (англ. International Banking) - банківська мережа за межами Канади.

«Форбс 2000», який визначає рейтинг найбільших компаній у світі в 2008 році поставив компанію Scotiabank на 92 позицію.
«Scotiabank» є членом «Global ATM Alliance», співтовариства декількох крупних міжнародних банків, яке дозволяє клієнтам цих банків використовувати мережі банкоматів між членами «Global ATM Alliance», не стягуючи додаткових сплат за послуги. Інші його банки-члени: Barclays, Bank of America, BNP Paribas, УкрСиббанк, Deutsche Bank, і  Westpac.
У 2022 році «Scotiabank» оголосив про виділення 1 млн доларів на допомогу Україні.

## Хронологія
- 1834 — «Bank of Nova Scotia»  «Банк Нової Шотландії» засновано в місті Галіфакс.
- 1883 — Злиття з «Union Bank of PEI» «Сполучений Банк — Острів Принца Едварда».
- 1882 — Відкрито філію банку в Вінніпезі.
- 1885 - Відкрито філію банку в Міннеаполіс
- 1892 — Відкрито філію банку в Чикаго
- 1899 — Відкрито філію банку в Бостоні.
- 1901 — Злиття з «Summerside Bank»
- 1906 — Відкрито філію банку в Гавана.
- 1907 — Відкрито філію банку в Нью-Йорку.
- 1910 — Відкрито філію банку в Нью-Йорку. Сан-Хуан
- 1913 — Злиття з «Bank of New Brunswick» «Банк Нью-Брансвіка»
- 1914 — Злиття з «Metropolitan Bank of Canada» «Столичний Банк Канади»
- 1919 — Злиття з «Bank of Ottawa» «Банк Оттава»
- 1920 — Відкрито філію банку в Лондоні.
- 1994 — Злиття з «Montreal Trust» «Монреаль-Трост»
- 1997 — Злиття з «National Trust» «Національний Трост»
- 2003 — Злиття з «Inverlat» «Інверлат»
- 2005 — Злиття з «National Bank of Greece (Canada)» «Банк Греції  (Канада)»
- 2007 — Злиття з «Banco Wiesse Sudameris (Peru)» "Банко Вайссе Судамерис (Перу) "
- 2007 — Злиття з E*TRADE Canada
- 2010 — Відкрито філію банку в Боготі

## Галерея

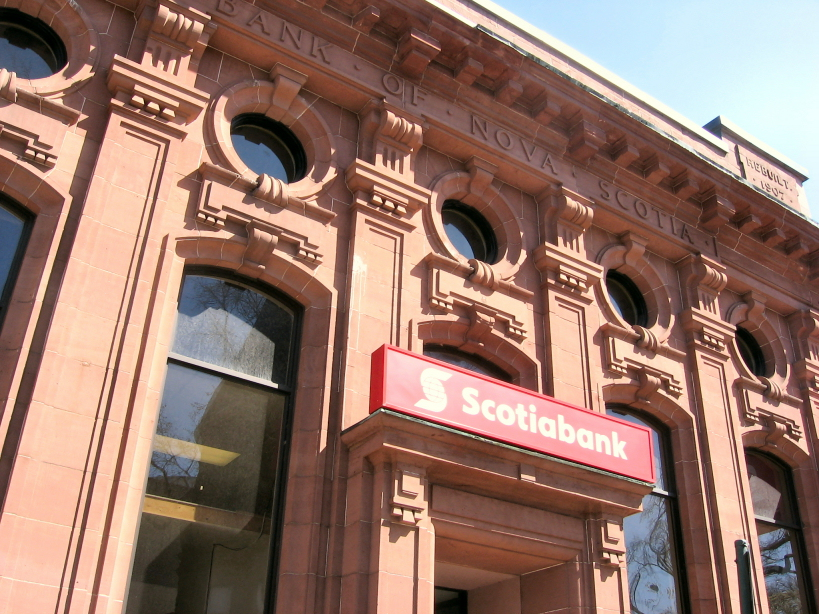
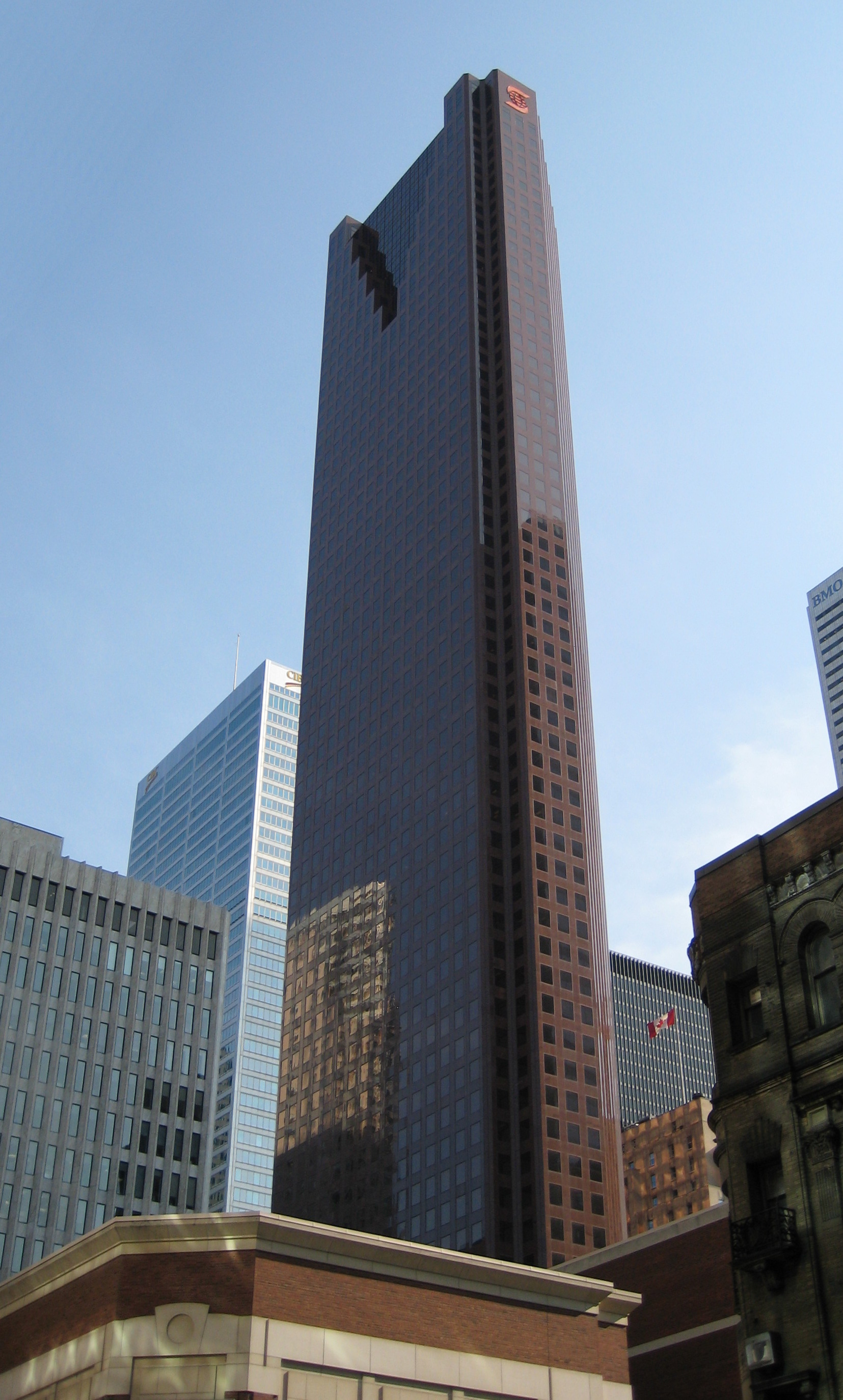